# Município de Madison (condado de Muskingum, Ohio)
O município de Madison (em inglês: Madison Township) é um município localizado no condado de Muskingum no estado estadounidense de Ohio. No ano de 2010 tinha uma população de 445 habitantes e uma densidade populacional de 5,97 pessoas por km².

## Geografia
O município de Madison encontra-se localizado nas coordenadas 40° 05′ 48″ N, 81° 57′ 03″ O. Segundo o Departamento do Censo dos Estados Unidos, o município tem uma superfície total de 74.49 km², da qual 72,74 km² correspondem a terra firme e (2,35 %) 1,75 km² é água.

## Demografia
Segundo o censo de 2010, tinha 445 pessoas residindo no município de Madison. A densidade populacional era de 5,97 hab./km². Dos 445 habitantes, o município de Madison estava composto pelo 97,08 % brancos, o 0,67 % eram afroamericanos, o 0,22 % eram asiáticos, o 0,22 % eram de outras raças e o 1,8 % eram de uma mistura de raças. Do total da população o 0 % eram hispanos ou latinos de qualquer raça.